# Olof Wennberg

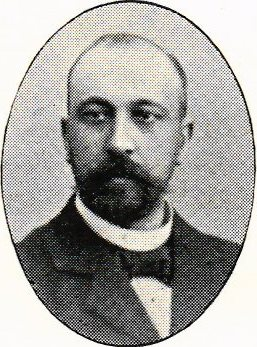
Olof Wennberg

Olof Wennberg, född 25 april 1857 i Uppåkra socken, Malmöhus län, död 5 augusti 1904 i Ronneby, var en svensk läkare.
Wennberg blev student vid Lunds universitet 1876, medicine kandidat 1886 och medicine licentiat 1891. Han blev praktiserande läkare i Malmö samma år, var stadsdistriktsläkare där från 1892 och var läkare vid den privata vårdanstalten för sinnessjuka på Katrinelund vid Malmö 1892–96.